# Tomás Aguerrevere Pacanins
Tomas Aguerrevere Pacanins (Caracas 4 de enero de 1860 – Caracas el 5 de enero de 1913), fue un médico venezolano.

## Reseña biográfica
Tomás Aguerrevere Pacanins nació en Caracas el 4 de enero de 1860. Hijo de Ildefonso Aguerrevere y Sinforiana Pacanins de Aguerrevere. Esta última a su vez hija de la prócer independentista venezolana Luisa Arrambide de Pacanins. De igual manera, Tomás Aguerrevere Pacanins es bisabuelo de la diseñadora de moda venezolana Carolina Herrera.
Cursa sus primeros estudios en los colegios Ávila y Roscio, ingresando posteriormente en el año de 1877, a la edad de 17 años, en la Facultad de Medicina de la Universidad Central de Venezuela donde obtiene su título de Doctor en medicina en 1882. En el ejercicio de la profesión alcanzó inmensa reputación como obstetra. Profesor de Clínica Terapéutica, fue ídolo de sus discípulos. Tratadista científico es autor del libro “Elementos de Botánica”, adoptado como texto oficial y de muchos otros trabajos de investigación farmacológica así como fundador en 1904 de la revista Vagasia. Miembro de la Academia Nacional de Medicina, desempeñó su Presidencia. Fue presidente del Congreso Nacional. Murió en Caracas el 5 de enero de 1913.